# Nakanojō, Gunma
Nakanojō (中之条町 Nakanojō-machi) là thị trấn thuộc huyện Agatsuma, tỉnh Gunma, Nhật Bản. Tính đến ngày 1 tháng 10 năm 2020, dân số ước tính thị trấn là 15.386 người và mật độ dân số là 35 người/km2. Tổng diện tích thị trấn là 439,3 km2.

## Địa lý

### Đô thị lân cận
- Gunma
  - Kusatsu
  - Naganohara
  - Higashiagatsuma
  - Shibukawa
  - Minakami
- Nagano
  - Sakae
  - Yamanouchi
  - Takayama
- Niigata
  - Yuzawa

### Khí hậu
| Dữ liệu khí hậu của Nakanojō, Gunma      | Dữ liệu khí hậu của Nakanojō, Gunma | Dữ liệu khí hậu của Nakanojō, Gunma | Dữ liệu khí hậu của Nakanojō, Gunma | Dữ liệu khí hậu của Nakanojō, Gunma | Dữ liệu khí hậu của Nakanojō, Gunma | Dữ liệu khí hậu của Nakanojō, Gunma | Dữ liệu khí hậu của Nakanojō, Gunma | Dữ liệu khí hậu của Nakanojō, Gunma | Dữ liệu khí hậu của Nakanojō, Gunma | Dữ liệu khí hậu của Nakanojō, Gunma | Dữ liệu khí hậu của Nakanojō, Gunma | Dữ liệu khí hậu của Nakanojō, Gunma | Dữ liệu khí hậu của Nakanojō, Gunma |
| Tháng                                    | 1                                   | 2                                   | 3                                   | 4                                   | 5                                   | 6                                   | 7                                   | 8                                   | 9                                   | 10                                  | 11                                  | 12                                  | Năm                                 |
| ---------------------------------------- | ----------------------------------- | ----------------------------------- | ----------------------------------- | ----------------------------------- | ----------------------------------- | ----------------------------------- | ----------------------------------- | ----------------------------------- | ----------------------------------- | ----------------------------------- | ----------------------------------- | ----------------------------------- | ----------------------------------- |
| Cao kỉ lục °C (°F)                       | 18.5 (65.3)                         | 22.6 (72.7)                         | 25.1 (77.2)                         | 30.5 (86.9)                         | 34.0 (93.2)                         | 35.9 (96.6)                         | 37.3 (99.1)                         | 38.0 (100.4)                        | 37.5 (99.5)                         | 31.8 (89.2)                         | 24.9 (76.8)                         | 21.3 (70.3)                         | 38.0 (100.4)                        |
| Trung bình ngày tối đa °C (°F)           | 7.0 (44.6)                          | 7.9 (46.2)                          | 11.4 (52.5)                         | 17.3 (63.1)                         | 22.4 (72.3)                         | 25.2 (77.4)                         | 29.1 (84.4)                         | 30.3 (86.5)                         | 25.8 (78.4)                         | 20.2 (68.4)                         | 14.9 (58.8)                         | 9.8 (49.6)                          | 18.4 (65.1)                         |
| Trung bình ngày °C (°F)                  | 0.4 (32.7)                          | 1.2 (34.2)                          | 4.8 (40.6)                          | 10.5 (50.9)                         | 15.9 (60.6)                         | 19.8 (67.6)                         | 23.7 (74.7)                         | 24.6 (76.3)                         | 20.4 (68.7)                         | 14.2 (57.6)                         | 7.8 (46.0)                          | 2.7 (36.9)                          | 12.2 (54.0)                         |
| Tối thiểu trung bình ngày °C (°F)        | −4.6 (23.7)                         | −4.1 (24.6)                         | −1.0 (30.2)                         | 4.1 (39.4)                          | 9.8 (49.6)                          | 15.3 (59.5)                         | 19.7 (67.5)                         | 20.6 (69.1)                         | 16.4 (61.5)                         | 9.5 (49.1)                          | 2.4 (36.3)                          | −2.3 (27.9)                         | 7.2 (45.0)                          |
| Thấp kỉ lục °C (°F)                      | −11.9 (10.6)                        | −12.5 (9.5)                         | −12.1 (10.2)                        | −6.4 (20.5)                         | −0.7 (30.7)                         | 5.2 (41.4)                          | 11.8 (53.2)                         | 10.8 (51.4)                         | 5.3 (41.5)                          | −1.8 (28.8)                         | −5.7 (21.7)                         | −10.0 (14.0)                        | −12.5 (9.5)                         |
| Lượng Giáng thủy trung bình mm (inches)  | 33.5 (1.32)                         | 31.9 (1.26)                         | 64.9 (2.56)                         | 79.8 (3.14)                         | 106.8 (4.20)                        | 157.0 (6.18)                        | 185.8 (7.31)                        | 196.2 (7.72)                        | 213.6 (8.41)                        | 134.4 (5.29)                        | 51.1 (2.01)                         | 29.0 (1.14)                         | 1.283,8 (50.54)                     |
| Số ngày giáng thủy trung bình (≥ 1.0 mm) | 4.5                                 | 4.8                                 | 8.0                                 | 8.5                                 | 10.3                                | 13.6                                | 15.1                                | 13.7                                | 12.7                                | 9.5                                 | 5.6                                 | 4.7                                 | 111                                 |
| Số giờ nắng trung bình tháng             | 176.1                               | 175.4                               | 193.4                               | 187.5                               | 187.5                               | 143.8                               | 143.0                               | 163.8                               | 125.1                               | 142.1                               | 157.0                               | 170.4                               | 1.963,6                             |
| Nguồn: Cục Khí tượng Nhật Bản            |                                     |                                     |                                     |                                     |                                     |                                     |                                     |                                     |                                     |                                     |                                     |                                     |                                     |